# Escuelas Públicas de New Haven
Las Escuelas Públicas de New Haven (New Haven Public Schools, NHPS) es un distrito escolar de Connecticut. Tiene su sede en New Haven. El consejo escolar tiene un presidente, seis miembros, y el alcalde de la ciudad. El distrito gestiona 45 escuelas, incluyendo 31 escuelas primarias y medias, 9 escuelas preparatorias, y 4 "transitional schools." Tiene 20.759 estudiantes.